# Mercury Milan
Mercury Milan – samochód osobowy klasy średniej produkowany pod amerykańską marką Mercury w latach 2005 – 2011.

## Historia i opis modelu

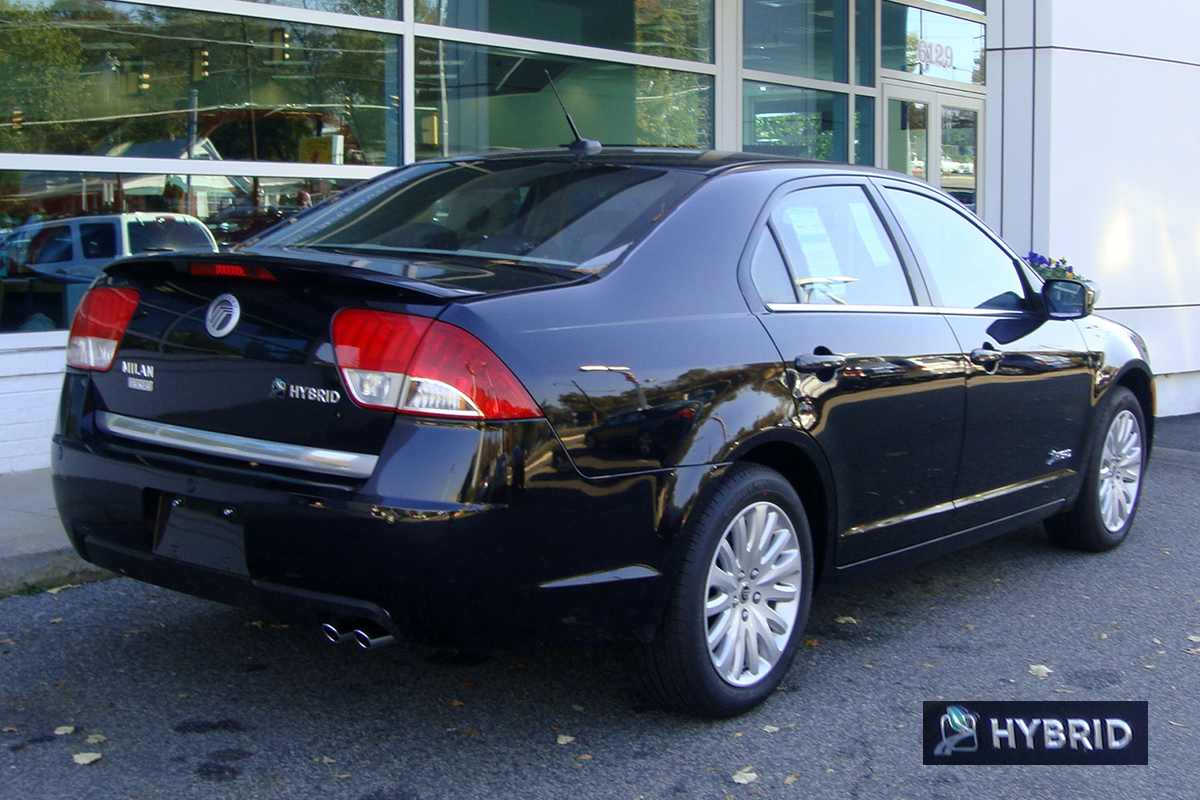
Mercury Milan - tył

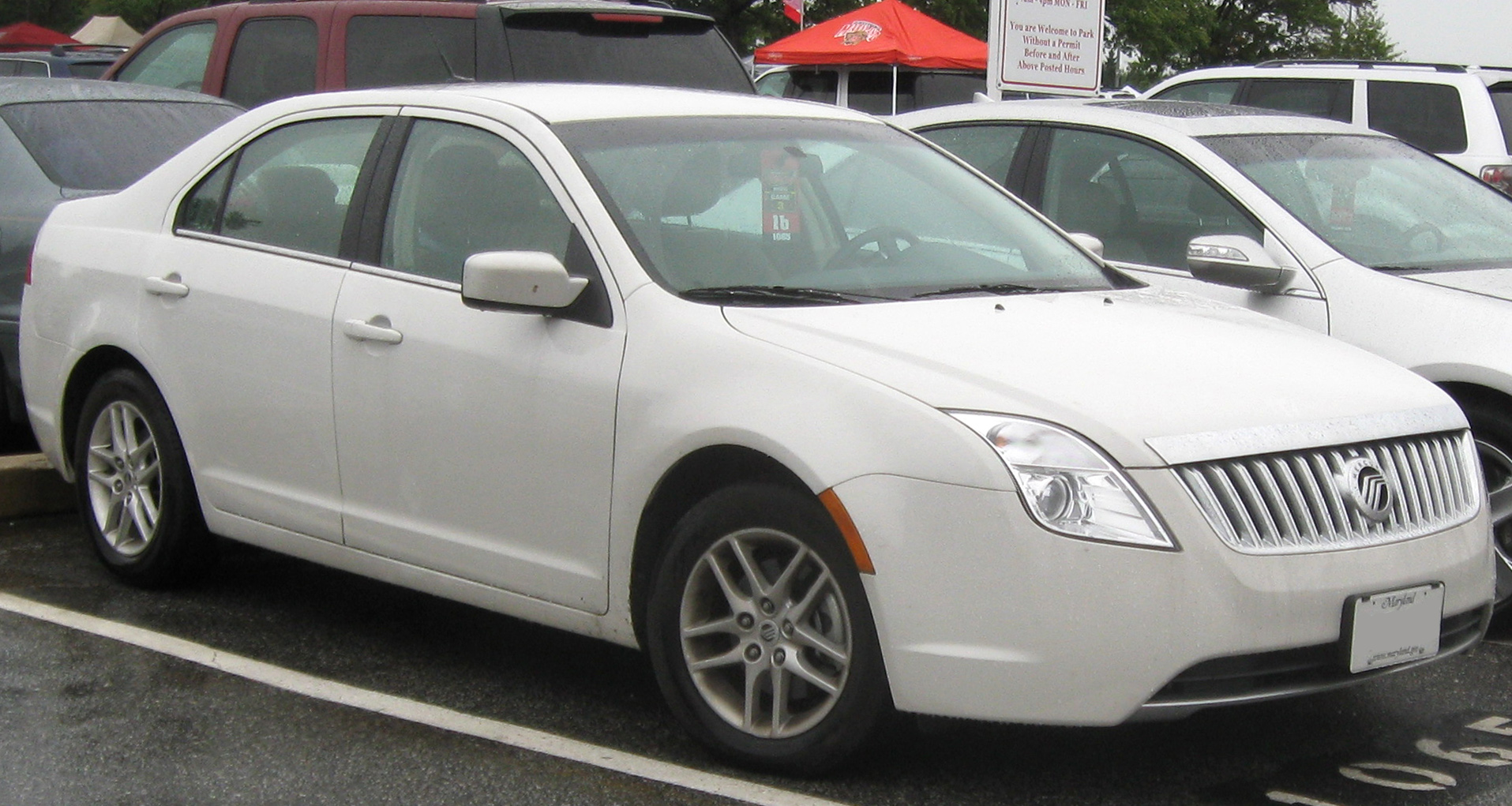
Mercury Milan po liftingu

W gamie sedanów marki Mercury Milan wypełnił lukę po modelach Mystique i Sable. Samochód zadebiutował 9 lutego 2005 na salonie samochodowym w Chicago jako bliźniacza konstrukcja Forda Fusiona i Lincolna MKZ. Przednia część nadwozia charakteryzowała się dużą, chromowaną atrapą chłodnicy, z kolei z tyłu pojawiły się dwuczęściowe lampy w czworokątnym kształcie.

### Sprzedaż
Od października 2005 do czerwca 2007 sprzedano w Stanach Zjednoczonych 63 245 egzemplarzy Milana, w tym 22.071 w okresie styczeń - czerwiec 2007. Dla porównania, o ok. 1500 $ tańszy Ford Fusion w 2007 wyjechał z salonów w liczbie 88 042 sztuk (o 65 971 więcej niż Milan), a o ponad 10 000 $ droższy Lincoln MKZ w liczbie 19 732 aut (tylko o 2339 mniej).
Był to ostatni nowy model zaprezentowany w historii marki Mercury

### Dane techniczne
Milan z silnikiem czterocylindrowym standardowo wyposażony był w 5-biegową manualną skrzynię biegów, a w opcji oferowano jeszcze 5-biegową przekładnię automatyczną (obie te skrzynie biegów są konstrukcją Mazdy) oraz automatyczną 6-biegową 6-F35. Samochody napędzane silnikami V6 kojarzone są tylko z 6-biegowym automatem firmy Aisin. W napęd na cztery koła (4x4) można wyposażyć tylko Milana z V6.
| Rocznik   | Silnik                                  | Moc                                 | Momentobrotowy                 | Skrzynia biegów              | Zużycie paliwa miasto/trasa                       |
| --------- | --------------------------------------- | ----------------------------------- | ------------------------------ | ---------------------------- | ------------------------------------------------- |
| 2006–2009 | 2.3 L Duratec I4                        | 160 KM (119 kW) @ 6250 rpm          | 212 N·m (156 lb·ft) @ 4250 rpm | 5-biegowa manualna G5M       | 12/8,1 l/100 km)                                  |
| 2006–2009 | 2.3 L Duratec I4                        | 160 KM (119 kW) @ 6250 rpm          | 212 N·m (156 lb·ft) @ 4250 rpm | 5-biegowa automatyczna FNR5  | 12/8,4 l/100 km                                   |
| 2010–2011 | 2.5 L Duratec I4                        | 175 hp (130 kW) @ 6000 rpm          | 233 N·m (172 lb·ft) @ 4500 rpm | 6-biegowa manualna G6M       | 11/7,6 l/100 km                                   |
| 2010–2011 | 2.5 L Duratec I4                        | 175 hp (130 kW) @ 6000 rpm          | 233 N·m (172 lb·ft) @ 4500 rpm | 6-biegowa automatyczna 6F35  | 10/6,9 l/100 km koła 16" 11/7,6 l/100 km koła 17" |
| 2010–2011 | 2.5 L Duratec I4 Atkinson Cycle(Hybrid) | 156 hp (116 kW) @ 6000 rpm          | 184 N·m (136 lb·ft) @ 2250 rpm | Przekładnia bezstopniowa     | 5,1/6,5 l/100 km                                  |
| 2006–2009 | 3.0 L Duratec V6 FWD                    | 221 hp (165 kW) @ 6250 rpm          | 278 N·m (205 lb·ft) @ 4800 rpm | 6-biegowa automatyczna TF-80 | 13/9,0 l/100 km                                   |
| 2006–2009 | 3.0 L Duratec V6 AWD                    | 221 hp (165 kW) @ 6250 rpm          | 278 N·m (205 lb·ft) @ 4800 rpm | 6-biegowa automatyczna TF-80 | 14/9,4 l/100 km                                   |
| 2010–2011 | 3.0 L Duratec V6 FWD                    | 240 hp (179 kW) @ 6550 rpm (165 kW) | 302 N·m(223 lb·ft) @ 4300 rpm  | 6-biegowa automatyczna 6F35  | 13/8,7 l/100 km                                   |
| 2010–2011 | 3.0 L Duratec V6 AWD                    | 240 hp (179 kW) @ 6550 rpm (165 kW) | 302 N·m(223 lb·ft) @ 4300 rpm  | 6-biegowa automatyczna 6F35  | 13/9,4 l/100 km                                   |